# Coupe de France de hockey sur glace 2008-2009
Navigation
Coupe de France 2008 Coupe de France 2010
La Coupe de France de hockey sur glace 2008-2009 commence le 4 octobre et s'achève le 22 février à Bercy en voyant s'imposer les Brûleurs de Loups de Grenoble.

## Déroulement de la compétition

### Premier tour
4 octobre
- Boulogne-Billancourt–Meudon : 1-5
- Évry – Le Havre : 8-4
- Français Volants - Entente Deuil-Garges : 4-5
- Asnières – Reims : 3-6
- Courbevoie – Viry : 6-1
- Wasquehal – Cergy-Pontoise : 4-5
- Belfort – Mulhouse : 4-7
- Besançon – Chambéry :
- Lyon – Annecy : 3-4 a.p.
- Limoges – Clermont-Ferrand : 0-7
- Poitiers – Cholet : 3-6
- Orléans – La Roche sur Yon : 1-9
- Montpellier – Valence : 7-1
- Nice – Avignon : 4-5 a.p.
- Toulon – Gap : 2-8
- Rennes – Caen : 1-23
- Cherbourg – Brest : 2-8
- Anglet - Toulouse : 5-2

### Seizième de finale
21 octobre
- Meudon - Évry : 6-5 (1-0,4-3,1-2)
- Cergy-Pontoise - Gothiques d'Amiens : 1-11 (0-4,0-4,1-3)
- Entente Deuil-Garges - Courbevoie : 3-2 (0-0,0-2,3-0)
- Dauphins d'Épinal - Étoile Noire de Strasbourg : 3-2 (0-1,2-0,1-1)
- Mulhouse - Reims : 3-4 (1-3,1-0,1-1)
- Clermont-Ferrand - Avignon : 3-5 (1-2,1-0,1-3)
- Anglet - Montpellier : 1-7 (0-3, 1-2, 0-2)
- Cholet - Diables Noirs de Tours : 3-8 (1-2,1-2,1-4)
- Ducs de Dijon - Diables Rouges de Briançon : 3-1 (0-0,1-0,2-1)
- Brûleurs de Loups de Grenoble - Ours de Villard-de-Lans : 5-0 (2-0,1-0,2-0)
- Chamois de Chamonix - Avalanche du Mont-Blanc : 4-3 a.p. (1-1, 2-1, 0-1, 1-0)
- Gap - Annecy : 8-1 (2-1,3-0,3-0)

22 octobre
- Bisons de Neuilly-sur-Marne - Dragons de Rouen : 6-7 (0-2,4-3,2-2)
- Caen - Ducs d'Angers : 0-1 (0-0,0-1,0-0)
- Éléphants de Chambéry - Pingouins de Morzine-Avoriaz : 0-10 (0-2,0-4,0-4)

1er novembre
- Brest - La Roche-sur-Yon : 16-4 (4-2; 6-0; 6-2)

### Huitième de finale
18 novembre
- Gap - Dauphins d'Épinal : 3-6 (1-1,1-2,1-3)
- Vipers de Montpellier - Pingouins de Morzine-Avoriaz : 3-2 (1-1,1-0,1-1)
- Chamois de Chamonix - Brûleurs de Loups de Grenoble : 1-3 (1-1,0-1,0-1)
- Avignon - Ducs de Dijon : 4-10 (1-1,1-4,2-5)
- Phénix de Reims - Meudon : 7-3 (2-0,1-2,4-1)
- Ducs d'Angers - Gothiques d'Amiens : 9-5 (4-1,3-3,2-1)
- Diables Noirs de Tours - Entente Deuil-Garges : 8-4 (3-0,4-1,1-3)
- Brest - Dragons de Rouen : 4-8 (0-1,1-4,3-3)

### Quart de finale
23 décembre
- Dauphins d'Épinal - Ducs d'Angers : 1-2 (0-0; 0-0; 1-2)
- Dragons de Rouen - Diables Noirs de Tours : 6-3 (4-0; 1-2; 1-1)
- Brûleurs de Loups de Grenoble - Vipers de Montpellier : 14-3 (6-0; 2-3; 6-0)
- Ducs de Dijon - Phénix de Reims : 5-0 (1-0; 1-0; 3-0)

### Demi-finale
20 janvier
- Brûleurs de Loups de Grenoble - Dragons de Rouen : 3-2 (0-1; 0-1; 3-0)
- Ducs d'Angers - Ducs de Dijon : 3-6 (0-2; 2-2; 1-2)

### Finale
22 février
- Brûleurs de Loups de Grenoble - Ducs de Dijon : 6-1 (1-1, 1-0, 4-0)